# 홍콩직공회연맹
홍콩직공회연맹(중국어 정체자: 香港職工會聯盟, 병음: Xiānggǎng Zhígōnghuì Liánméng, 영어: Hong Kong Confederation of Trade Unions), 약칭 공맹(중국어: 工盟, 병음: Gōngméng, 영어: HKCTU)은 홍콩의 민주파 노총이다. 1990년 설립되었다. 61개 조직이 가맹하여 총 조합원은 160,000 여명이다. 홍콩 입법회에 대표자를 파견한다. 홍콩의 양대노총 중 하나로, 다른 하나는 친중파 홍콩공회련합회다.